# سیارک ۶۱۸۲
سیارک ۶۱۸۲ (به انگلیسی: 6182 Katygord، نامگذاری:1987SC4) شش هزار و صد و هشتاد و دومین سیارک کشف شده‌است که در ۲۱ سپتامبر ۱۹۸۷ کشف شد.
قدر مطلق سیارک برابر ۱۴٫۳۰ است.